# شيك السفر

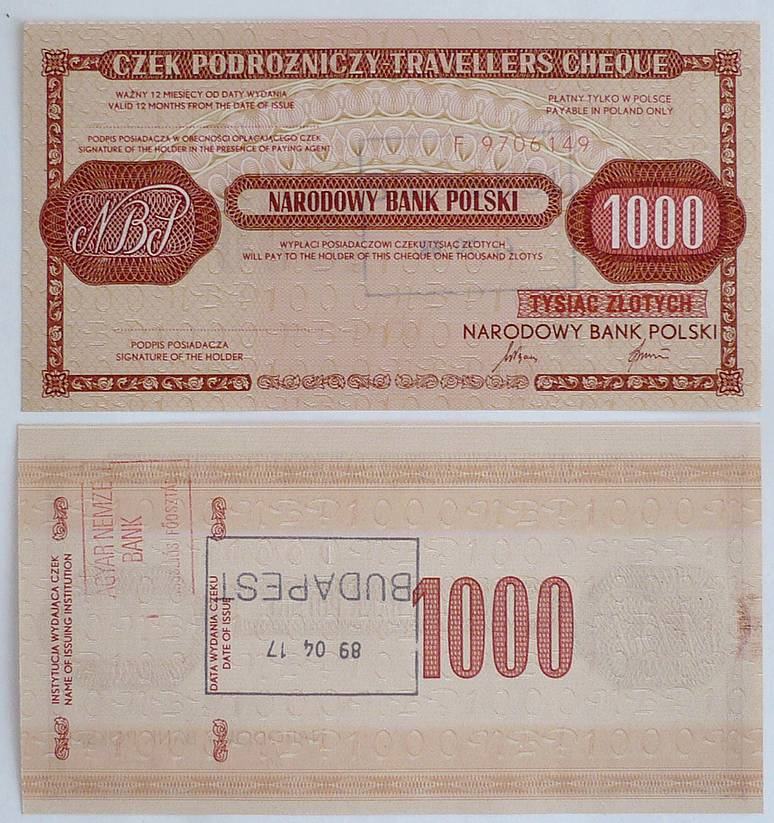
الوجه الأمامي والخلفي لشيك سياحي صادر عن البنك الوطني البولندي (القيمة الاسمية: 1000 زلوتي بولندي)؛ تم بيعه في أبريل 1989 في بودابست (المجر)، للاستخدام أثناء السفر إلى بولندا فقط، ولم يتم استخدامه مطلقًا.

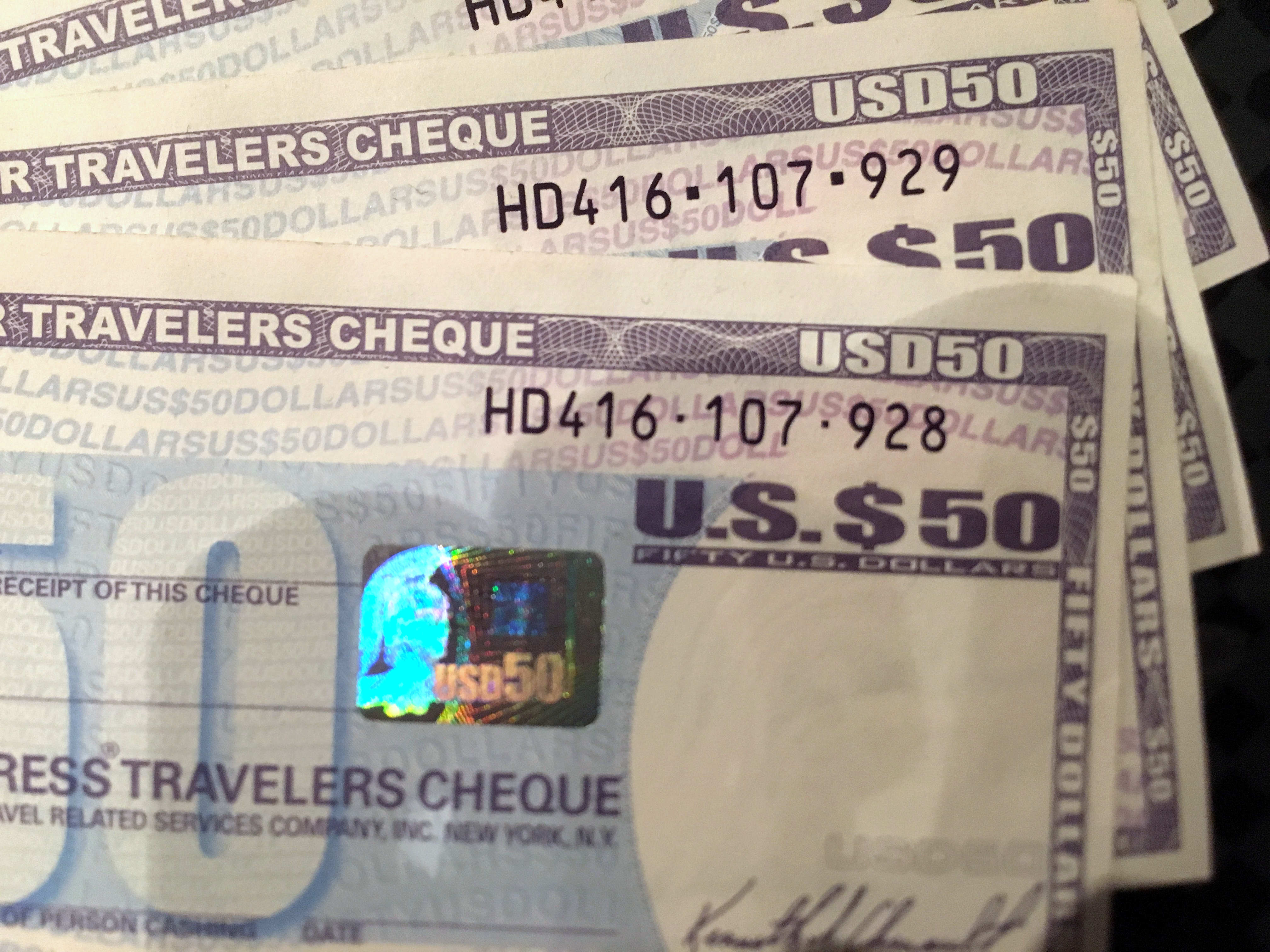
صورة ثلاثية الأبعاد أمنية ضد التزوير على الشيكات بقيمة 50 دولارًا أمريكيًا من أمريكان إكسبريس ، حوالي عام 2012.

شيك السفر هو وسيلة للتبادل تُستخدم كبديل للعملة الأجنبية. يُمكن إصداره بإحدى العملات العالمية الرئيسية، وهو شيكات مطبوعة مسبقًا بقيمة ثابتة، مصممة لتمكين مُوقّعه من دفع مبلغ غير مشروط لشخص آخر، بعد أن دفع للجهة المُصدرة مقابل هذا الامتياز.
كانت تُستخدم عادةً من قِبل الأشخاص الذين يقضون عطلاتهم في دول أجنبية بدلاً من النقد، حيث كانت العديد من الشركات تقبل شيكات السفر كعملة. يكمن حافز التجار والأطراف الأخرى لقبولها في حقيقة أنه طالما أن التوقيع الأصلي (الذي يُفترض أن يضعه المشتري على الشيك بالحبر بمجرد استلامه) والتوقيع الذي تم إجراؤه وقت استخدام الشيك هو نفسه، فإن مُصدر الشيك يضمن دون قيد أو شرط دفع المبلغ الاسمي حتى لو تم إصدار الشيك بشكل احتيالي أو سُرق أو فقد. وهذا يعني أن شيك السفر لا يمكن أن "يرتد" أبدًا إلا إذا أفلس المُصدر أو توقف عن العمل. في حالة فقد شيك السفر أو سرقته، يمكن استبداله من قبل المؤسسة المالية المُصدرة.
تجني المؤسسات المالية المُصدرة لشيكات السفر دخلها بطرق متعددة. أولًا، تفرض رسومًا على بيع هذه الشيكات. بالإضافة إلى ذلك، يمكنها كسب فوائد طوال فترة عدم صرف الشيكات، دون دفع أي فوائد لحامل الشيك، مما يجعلها فعليًا قروضًا خالية من الفوائد. كما أن سعر الصرف الأجنبي المُستخدم عادةً في شيكات السفر (والذي يعتمد عمومًا على الأسعار السارية وقت الشراء) أقل ملاءمة مقارنةً بوسائل الحصول على العملات الأجنبية الأخرى، وخاصةً تلك المُستخدمة في معاملات بطاقات الائتمان (والتي تستخدم سعرًا ساريًا في تاريخ المعاملة). بالإضافة إلى ذلك، فإن تكلفة إعداد وإصدار ومعالجة شيكات السفر أعلى بكثير من تكلفة معاملات بطاقات الائتمان. يتحمل مُصدر الشيك مخاطر سعر الصرف، وعادةً ما يدفع رسومًا للتحوط ضد المخاطر.
لقد انخفض استخدامها منذ تسعينيات القرن الماضي، عندما أصبحت مجموعة متنوعة من البدائل الأكثر ملاءمة، مثل بطاقات الائتمان ، وبطاقات الخصم ، وخدمات تحويل الأموال ، وبطاقات العملة المدفوعة مسبقًا ، وأجهزة الصراف الآلي التي تقبل البطاقات الأجنبية، متاحة على نطاق أوسع وأسهل استخدامًا للمسافرين. أيضًا، مع الانخفاض الحاد في أسعار الفائدة في العديد من الدول المتقدمة في أواخر القرن العشرين وأوائل القرن الحادي والعشرين، أصبحت شيكات السفر أقل ربحية بكثير للإصدار، وبالتالي قلص العديد من المصدرين الإعلان والترويج لاستخدامها بينما توقف آخرون عن بيعها تمامًا. لم تعد شيكات السفر مقبولة على نطاق واسع ولا يمكن صرفها بسهولة، حتى في البنوك التي أصدرتها. بدائل شيكات السفر أرخص وأكثر مرونة بشكل عام. على سبيل المثال، توفر بطاقات أموال السفر ميزات مماثلة لشيكات السفر ولكنها توفر سهولة ومرونة أكبر.

## مصطلحات
من الناحية القانونية، أطراف معاملات الشيكات السياحية هي كما يلي: المنظمة التي تنتج شيك المسافر هي الجهة الملزمة أو المصدرة . البنك أو المكان الآخر الذي يبيعه هو وكيل الجهة المصدرة. الشخص الطبيعي الذي يشتري الشيك هو المشتري . الكيان الذي يسلمه المشتري الشيك مقابل دفع ثمن السلع أو الخدمات هو المستفيد أو التاجر . لأغراض المقاصة، يكون الملتزم هو المنشئ والمسحوب عليه.
من الناحية القانونية، أطراف معاملات شيكات السفر هي كما يلي: الجهة التي تُصدر شيكًا مسافرًا هي المُلزم أو المُصدر. البنك أو أي جهة أخرى تبيعه هو وكيل المُصدر. الشخص الطبيعي الذي يشتري الشيك هو المشتري. الجهة التي يُسلمها المشتري الشيك مقابل سلع أو خدمات هي المستفيد أو التاجر. لأغراض المقاصة، يكون المُلزم هو المُنشئ والمسحوب عليه.

## تاريخ

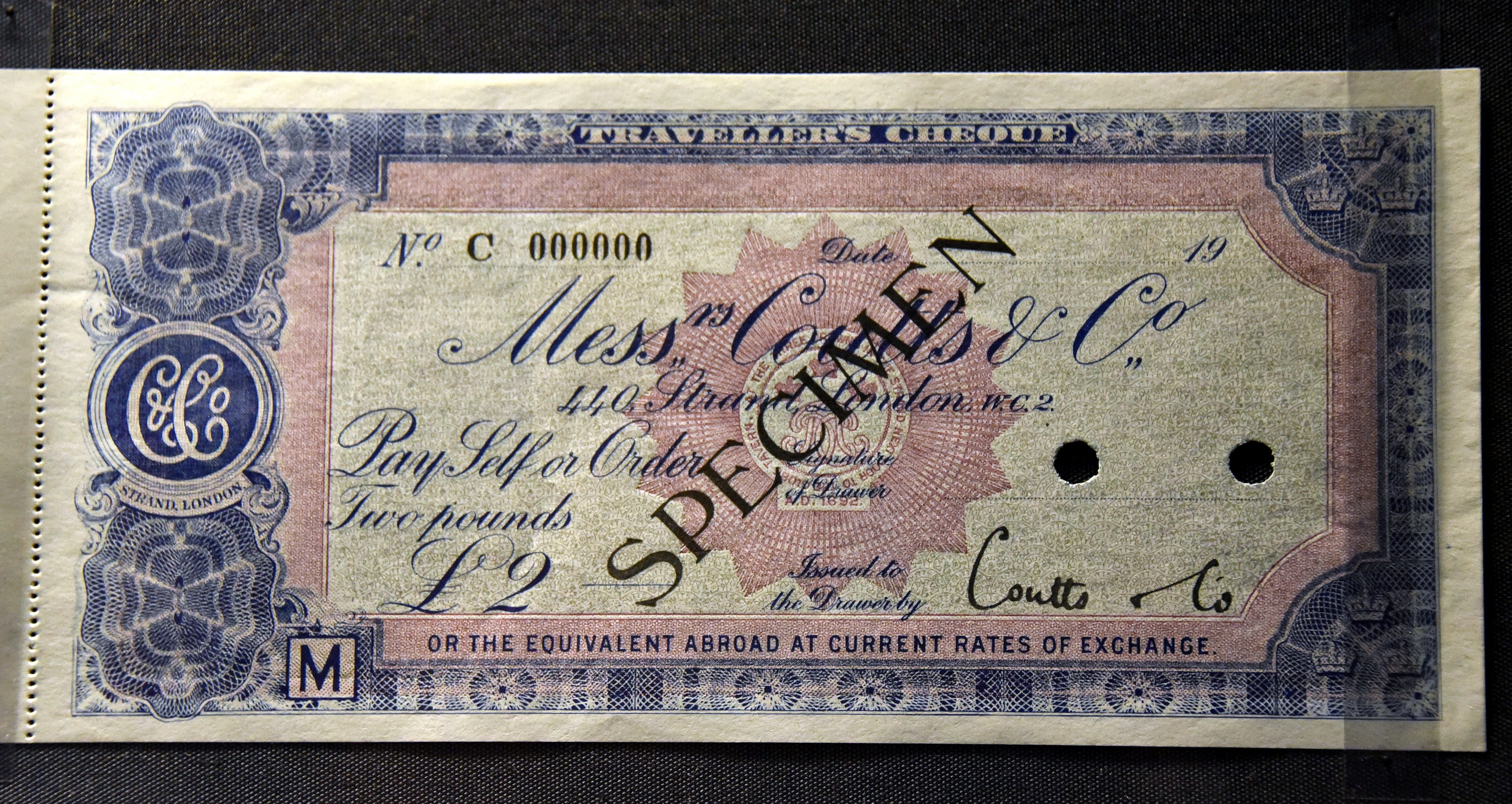
شيك سفر من شركة كوتس آند كو، بقيمة 2 جنيه إسترليني. صدر في لندن، في سبعينيات القرن العشرين. مجموعة لانجميد. معروض في المتحف البريطاني في لندن

تم إصدار شيكات السفر لأول مرة في 1 يناير 1772 من قبل شركة لندن للصرافة الائتمانية لاستخدامها في 90 مدينة أوروبية،  وفي عام 1874، أصدرت شركة توماس كوك " أوراقًا نقدية دائرية " تعمل بنفس طريقة شيكات السفر. 
طورت شركة أمريكان إكسبريس شيكات السفر الدولية واسع النطاق في عام 1891، ليحل محل خطابات الاعتماد التقليدية.  ولا تزال أكبر جهة تصدر شيكات السياحة اليوم من حيث العدد. يعود الفضل في تقديم شركة أمريكان إكسبريس للشيكات السفر تقليديًا إلى الموظف مارسيليس فليمنج بيري ، بعد أن واجه رئيس الشركة جيه سي فارغو مشاكل في المدن الأوروبية الصغيرة في الحصول على الأموال باستخدام خطاب اعتماد.
بين خمسينيات القرن التاسع عشر وتسعينيات القرن العشرين، أصبحت شيكات السفر إحدى الوسائل الرئيسية التي يستخدمها المسافرون لأخذ الأموال في رحلاتهم إلى الخارج دون المخاطر المرتبطة بحمل مبالغ نقدية كبيرة. كما تميزت بتوفرها بفئات أصغر للمسافرين ذوي الدخل المحدود، في عصر كان فيه الميسورون يميلون إلى استخدام خطابات الاعتماد .
لقد تم تسويق العديد من العلامات التجارية للشيكات السياحية؛ وكانت العلامات التجارية الأكثر شهرة من بينها مجموعة توماس كوك ، وبنك أوف أميركا ، وأميركان إكسبريس.

## الاستخدام

### شراء الشيكات لاستخدامها لاحقًا
تبيع البنوك والوكالات شيكات السفر للعملاء لاستخدامها لاحقًا. عند استلام المشتري كميةً من شيكات السفر المشتراة، يوقع على كل شيك فورًا. كما يتلقى المشتري إيصالًا ووثائق أخرى يجب حفظها في مكان آمن غير المكان الذي يحمل فيه الشيكات. يمكن عادةً استبدال شيكات السفر في حال فقدانها أو سرقتها، بافتراض أن صاحبها لا يزال يحتفظ بالإيصال الصادر عند شراء الشيكات، والذي يحمل الأرقام التسلسلية المخصصة.

### صرف الشيكات
لصرف شيك مسافر لإجراء عملية شراء، يجب على المشتري، بحضور المستفيد، أن يقوم بتأريخ الشيك والتوقيع عليه في المساحة المحددة. 

### الطائفة والتغيير
تتوفر الشيكات السياحية بالعديد من العملات مثل الدولار الأمريكي والدولار الكندي والجنيه الإسترليني والين الياباني واليوان الصيني واليورو ؛ وتكون الفئات عادةً 20 أو 50 أو 100 (× (100 ين) من أي عملة، وعادة ما يتم بيعها في مجموعات من خمسة أو عشرة شيكات، على سبيل المثال، 5 × 20 يورو مقابل 100 يورو. لا تنتهي صلاحية الشيكات السياحية، وبالتالي يمكن للمشتري الاحتفاظ بالشيكات غير المستخدمة لإنفاقها في أي وقت في المستقبل. في الواقع، يمنح مشتري الشيكات السياحية قرضًا خاليًا من الفوائد للجهة المصدرة، ولهذا السبب من الشائع أن تبيع البنوك هذه الشيكات "خالية من العمولة" لعملائها. وتكون العمولة، حيث يتم فرضها، عادة ما تكون 1-2% من إجمالي القيمة الاسمية المباعة.
سيتم إعطاء أي تغيير في معاملة الشراء بالعملة المحلية.

### الإيداع والتسوية
يتبع المستفيد الذي يستلم شيكًا مسافرًا الإجراءات المعتادة لإيداع الشيكات في حسابه المصرفي: عادةً، يُظهَر الشيك بالختم أو التوقيع، ويُدرج الشيك ومبلغه في إيصال الإيداع. يُضاف مبلغ الشيك إلى الحساب المصرفي، كما هو الحال مع أي بند قابل للتداول يُقدَّم للتخليص.
في الولايات المتحدة ، إذا كان المستفيد مجهزًا لمعالجة الشيكات إلكترونيًا في نقطة البيع ( انظر: قانون الشيكات 21 )، فإنه سيظل يحتفظ بالشيك ويقدمه إلى مؤسسة مالية، وخاصة لتجنب أي ارتباك من جانب المشتري.

## القضايا الأمنية

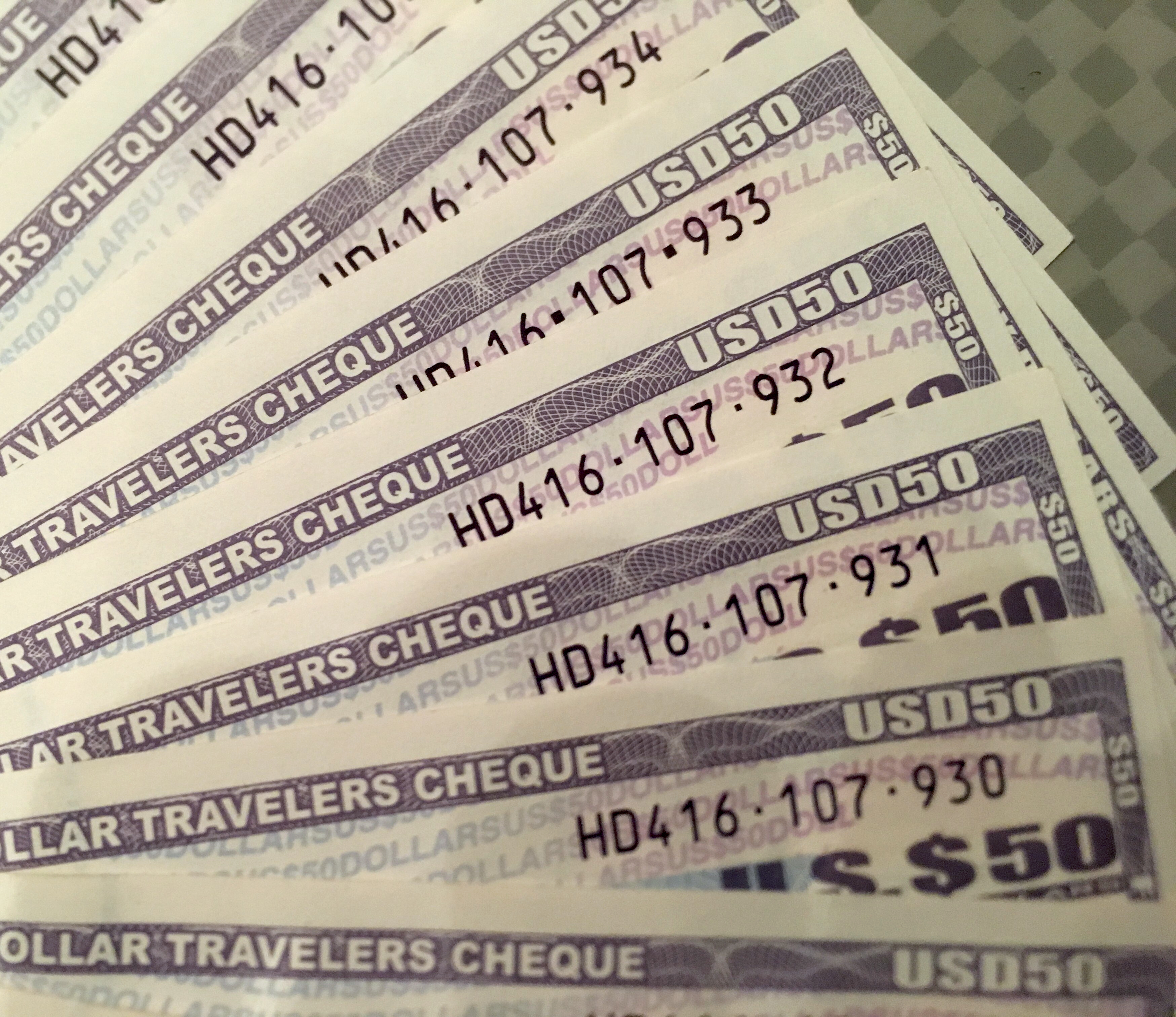
عدد من شيكات أمريكان إكسبريس، التي تم شراؤها في آن واحد من أحد البنوك عام ٢٠١٢، تحمل إحدى ميزات الأمان - الأرقام التسلسلية المتتالية. يحصل المشتري على قائمة مطبوعة بالأرقام، وعند صرف واحد أو أكثر، يُحددها في القائمة. عند فقدان أو سرقة باقي الشيكات، تُستخدم القائمة كدليل على صرف الشيكات بالفعل.

من أهم المزايا التي تقدمها الشيكات السياحية إمكانية استبدالها في حالة فقدانها أو سرقتها.
ومع ذلك، فقد خلقت هذه الميزة أيضًا سوقًا سوداء، حيث يشتري المحتالون شيكات السفر، ويبيعونها بنصف قيمتها لأشخاص آخرين (مثل المسافرين)، ويُبلغون زورًا عن سرقة شيكاتهم للشركة التي حصلوا منها على الشيك. وهكذا، يسترد المحتال قيمة شيك السفر، ويحقق 50% من قيمته ربحًا.
وقد وجد بعض المشترين أن عملية تقديم مطالبة بالشيكات المفقودة أو المسروقة مرهقة، ولم يعد لديهم أي سبيل للانتصاف بعد فقدان أو سرقة شيكاتهم. 

## البدائل
في عام 2005، أصدرت أمريكان إكسبريس بطاقة شيكات السفر، وهي بطاقة ذات قيمة مخزنة، تُؤدي نفس أغراض شيكات السفر، ولكن يُمكن استخدامها في المتاجر كبطاقات الائتمان. أوقفت الشركة إصدار هذه البطاقة في أكتوبر 2007. ثم قامت عدة شركات مالية أخرى بإصدار بطاقة مدين تحتوي على عدة عملات، يُمكن استخدامها كبطاقات الائتمان أو الخصم في المتاجر وأجهزة الصراف الآلي، مُحاكيةً بذلك شيكات السفر إلكترونيًا. ومن أبرز الأمثلة على ذلك بطاقة فيزا ترافل موني.